# ダンシリ
ダンシリ (Dansili) は、アメリカ合衆国で生産されフランスで調教を受けた競走馬。引退後は種牡馬となった。「ダンジリ」とも呼ばれる。
主戦騎手はオリビエ・ペリエ。

## 戦跡
デビューから2連勝でプール・デッセ・デ・プーランに出走し、1番人気に推されるもセンダワールの2着に敗れる。続くジャンプラ賞も距離が合わなかったのか4着と連を外し、次走のメシドール賞 (G3) で初重賞勝利を挙げたもののジャック・ル・マロワ賞ではドバイミレニアムに、ムーラン・ド・ロンシャン賞ではふたたびセンダワールに敗れ、一流どころ相手には力不足が目立った。
古馬になって重賞を2連勝するもやはりG1になると力不足が目立った。サセックスステークスでは当時欧州でG1連勝していた「鉄の馬」ことジャイアンツコーズウェイに敗れ去り、ムーラン・ド・ロンシャン賞、フォレ賞ではインディアンロッジの前に屈した。母国アメリカのブリーダーズカップ・マイルにも挑戦したがウォーチャントの3着とここでも勝ちきれなかった。この一戦を最後に引退、種牡馬入りした。

### 年度別競走成績
- 1998年（1戦1勝）
- 1999年（6戦1勝） - メシドール賞 (G3)
- 2000年（7戦2勝） - エドモンブラン賞（英語版） (G3) 、ミュゲ賞（英語版） (G2)

## 種牡馬として
バンステッドマナースタッドで種牡馬入りし、現役時代はG1を勝ち切ることができなかったが種牡馬としては凱旋門賞を勝利したレイルリンクを出し成功。ほかにもクリテリウムドサンクルーを勝ったパッセージオブタイムやパリ大賞典を勝ったザンベジサンなど産駒はフランスを中心に大活躍。2006年フランスのリーディングサイアーに輝いた。
2018年4月に生殖能力低下のため種牡馬を引退した。2021年12月22日病気のため同スタッドで死亡した。
自身はマイルを中心に走っていたが、産駒は中長距離を得意とする傾向があり、競走成績とは異なった面も見せている。日本では、代表産駒のうちハービンジャーが輸入され種牡馬としてG1馬を輩出している。

### 代表産駒
※G1のみ表記
- 2003年産
  - レイルリンク (Rail Link) - パリ大賞典、凱旋門賞
  - プライスタグ (Price Tag) - メートリアークステークス
- 2004年産
  - パッセージオブタイム (Passage of Time) - クリテリウムドサンクルー
  - ザンベジサン (Zambezi Sun) - パリ大賞典
- 2005年産
  - プロヴィソ (Proviso) - ジャストアゲームステークス、フランク・E・キルローマイルハンデキャップ、ダイアナステークス、ファーストレディステークス
- 2006年産
  - ハービンジャー (Harbinger) - キングジョージ6世&クイーンエリザベスステークス
- 2007年産
  - エミュラス (Emulous) - メイトロンステークス
  - フォアテラー（Foreteller） - ランヴェットステークス、マカイビーディーヴァステークス、アンダーウッドステークス
- 2008年産
  - ジオフラ（英語版） (Giofra) - ファルマスステークス
  - ラフィング (Laughing) - ダイアナステークス、フラワーボウルインビテーショナルステークス
  - ゾファニー (Zoffany) - フェニックスステークス
- 2009年産
  - ダンク（Dank） - ブリーダーズカップ・フィリー&メアターフ、ビヴァリーD・ステークス
  - フォーレンフォーユー（Fallen For You） - コロネーションステークス
  - ザフューグ (The Fugue) - ナッソーステークス、ヨークシャーオークス、アイリッシュチャンピオンステークス、プリンスオブウェールズステークス
- 2010年産
  - フリントシャー (Flintshire) - パリ大賞典、香港ヴァーズ、ソードダンサーステークス
  - グランドマーシャル（Grand Marshall） - シドニーカップ
  - ウィンシリ（英語版）（Winsili） - ナッソーステークス
- 2011年産
  - ミスフランス（英語版）(Miss France) - 1000ギニー
  - ウィーアー(We Are) - オペラ賞
- 2015年産
  - ジュリエットフォックストロット（Juliet Foxtrot） - ジェニーワイリーステークス
- 2016年産
  - ブローアウト（Blowout） - ファーストレディステークス
  - セットピース（Set Piece） - アーリントンミリオンステークス

### ブルードメアサイアーとしての主な産駒
- 2010年産
  - チキータ（英語版） (Chicquita) - アイリッシュオークス
- 2011年産
  - アステア（英語版）（Astaire）- ミドルパークステークス
- 2014年産
  - ドリームオブドリームズ（英語版）（Dream Of Dreams）- スプリントカップ、ダイヤモンドジュビリーステークス
- 2015年産
  - エキスパートアイ（Expert Eye）- ブリーダーズカップ・マイル
  - キャプラテンプトレス（Capla Temptress）- ナタルマステークス
  - ミッキーチャーム - 阪神牝馬ステークス、クイーンステークス
  - マジックワンド（Magic Wand） - マッキノンステークス
- 2016年産
  - チャンネル（英語版）（Channel）- ディアヌ賞
  - シャドウディーヴァ - 府中牝馬ステークス
- 2017年産
  - ガリレオクローム（英語版）（Galileo Chrome）- セントレジャーステークス
  - アラパホ（Arapaho）- タンクレッドステークス、シドニーカップ
- 2018年産
  - ダノンザキッド - 東京スポーツ杯2歳ステークス、ホープフルステークス
  - ネイヴァルクラウン（Naval Crown）- プラチナジュビリーステークス
  - スウィートレディ（Sweet Lady）- ヴェルメイユ賞
  - リージョナル（Regional）- スプリントカップ
- 2020年産
  - ソウルシスター（Soul Sister）- オークスステークス
  - ダブルメジャー（Double Major）- ロワイヤルオーク賞2回
  - ブルーストッキング（Bluestocking）- プリティーポリーステークス、ヴェルメイユ賞、凱旋門賞
  - ランドレジェンド（Land Legend）- ザメトロポリタン
- 2021年産
  - ロスアンゼルス（Los Angeles）- クリテリウムドサンクルー、アイリッシュダービー、タタソールズゴールドカップ
  - カルパナ（Kalpana）- ブリティッシュ・チャンピオンズ・フィリーズ&メアズステークス
  - オンブズマン（Ombudsman）- プリンスオブウェールズステークス
  - キラート（Qirat）- サセックスステークス
- 2022年産
  - ミニーホーク（Minnie Hauk）- オークスステークス、アイリッシュオークス

## 血統表
| ダンシリの血統           | ダンシリの血統                                 | ダンシリの血統                                 | （血統表の出典）                               | （血統表の出典） |
| 父系                     | ダンジグ系                                     | ダンジグ系                                     | ダンジグ系                                     | [ § 2 ]          |
| 父 *デインヒル 1986 鹿毛 | 父の父Danzig 1977 鹿毛                         | Northern Dancer                                | Nearctic                                       | Nearctic         |
| 父 *デインヒル 1986 鹿毛 | 父の父Danzig 1977 鹿毛                         | Northern Dancer                                | Natalma                                        |                  |
| 父 *デインヒル 1986 鹿毛 | 父の父Danzig 1977 鹿毛                         | Pas de Nom                                     | Admiral's Voyage                               | Admiral's Voyage |
| 父 *デインヒル 1986 鹿毛 | 父の父Danzig 1977 鹿毛                         | Pas de Nom                                     | Petitioner                                     |                  |
| 父 *デインヒル 1986 鹿毛 | 父の母Razyana 1981 鹿毛                        | His Majesty                                    | Ribot                                          | Ribot            |
| 父 *デインヒル 1986 鹿毛 | 父の母Razyana 1981 鹿毛                        | His Majesty                                    | Flower Bowl                                    |                  |
| 父 *デインヒル 1986 鹿毛 | 父の母Razyana 1981 鹿毛                        | Spring Adieu                                   | Buckpasser                                     | Buckpasser       |
| 父 *デインヒル 1986 鹿毛 | 父の母Razyana 1981 鹿毛                        | Spring Adieu                                   | Natalma                                        |                  |
| 母 Hasili 1991 鹿毛      | 母の父Kahyasi 1985 鹿毛                        | *イルドブルボン                                | Nijinsky II                                    | Nijinsky II      |
| 母 Hasili 1991 鹿毛      | 母の父Kahyasi 1985 鹿毛                        | *イルドブルボン                                | Roseliere                                      |                  |
| 母 Hasili 1991 鹿毛      | 母の父Kahyasi 1985 鹿毛                        | Kadissya                                       | Blushing Groom                                 | Blushing Groom   |
| 母 Hasili 1991 鹿毛      | 母の父Kahyasi 1985 鹿毛                        | Kadissya                                       | Kalkeen                                        |                  |
| 母 Hasili 1991 鹿毛      | 母の母Kerali 1984 鹿毛                         | High Line                                      | *ハイハット                                    | *ハイハット      |
| 母 Hasili 1991 鹿毛      | 母の母Kerali 1984 鹿毛                         | High Line                                      | Time Call                                      |                  |
| 母 Hasili 1991 鹿毛      | 母の母Kerali 1984 鹿毛                         | Sookera                                        | Roberto                                        | Roberto          |
| 母 Hasili 1991 鹿毛      | 母の母Kerali 1984 鹿毛                         | Sookera                                        | Irule                                          |                  |
| 母系(F-No.)              | 11号族(FN:11)                                  | 11号族(FN:11)                                  | 11号族(FN:11)                                  | [ § 3 ]          |
| 5代内の近親交配          | Northern Dancer 3×5=15.63%, Natalma 4×4=12.50% | Northern Dancer 3×5=15.63%, Natalma 4×4=12.50% | Northern Dancer 3×5=15.63%, Natalma 4×4=12.50% | [ § 4 ]          |
| 出典                     | 1. 2. 3. 4.                                    | 1. 2. 3. 4.                                    | 1. 2. 3. 4.                                    | 1. 2. 3. 4.      |

### 血統背景
兄弟は全妹にブリーダーズカップ・フィリー&メアターフなどを勝ったバンクスヒル (Banks Hill)とインターコンティネンタル(Intercontinental)、全弟にマンノウォーステークス勝ちなどがあるカシーク(Cacique)とカナディアン国際などを勝ちがあるシャンゼリゼ(Champs Elysees)、半妹にメートリアークステークス (G1)勝ちなどがあるヒートヘイズ (Heat Haze)がいる。